# Max Kölges
Max Kölges (* 29. Oktober 1880 in Dülken; † 5. Januar 1973 in Mülheim an der Ruhr) war Kreishandwerksmeister und Politiker zunächst der Zentrumspartei, später der CDU.

## Leben und Wirken
Kölges war Friseur und war zwischen 1900 und 1935 selbstständiger Friseurmeister. Als solcher war er zwischen 1904 und 1925 und erneut von 1929 bis 1933 Vorsitzender des Innungsausschusses der vereinigten Innungen (Kreishandwerksmeister) in Mülheim an der Ruhr. Außerdem war Kölges zwischen 1910 und 1933 Mitglied der Handwerkskammer Düsseldorf.
Politisch war Kölges bis 1933 in der Zentrumspartei aktiv. Er von 1919 bis 1933 Stadtverordneter für Düsseldorf-West. Außerdem war er zwischen 1921 und 1933 Mitglied des preußischen Landtages.
Zu Beginn der nationalsozialistischen Herrschaft war Kölges mehrfach kurz in Haft.
Nach 1945 wurde Kölges Abteilungsvorsitzender und Vizepräsident der Handwerkskammer Düsseldorf. Außerdem war er Aufsichtsratsmitglied der Krankenversicherung „Handwerk, Handel und Gewerbe“ sowie Vorsitzender des Verbandes der Innungskrankenkassen.
Ebenfalls 1945 wurde er Bürgermeister von Mülheim als einer der Stellvertreter des Oberbürgermeisters. Außerdem war er Vorsitzender der CDU-Fraktion im Stadtrat. Kölges war zudem Mitglied des CDU-Zonenausschusses, des CDU-Landesvorstands im Rheinland und eines CDU-Kreisvorstands.
Im Jahr 1946 war Kölges Mitglied des Provinzialrates für Nordrhein. Außerdem war er in den Jahren 1946 und 1947 Mitglied des ernannten Landtages von Nordrhein-Westfalen.
Nach Kölges wurde 1982 in Mülheim an der Ruhr eine Straße benannt. Von 2012 bis zur Schließung 2016 trug die in Mülheim liegende Hauptschule an der Bruchstraße ebenfalls seinen Namen.

## Archivische Quellen
- Landesarchiv NRW, Abteilung Rheinland, Bestand RWN 130 (Nachlass Max Kölges)
- Stadtarchiv Mülheim an der Ruhr, Bestand 1625 (Teilnachlass Max Kölges)